# Lovad vare vreden
Lovad vare vreden är en dikt av författaren Maria Wine som ingick i diktsamlingen Vredens och Kärlekens hand (1973). Dikten kan tolkas som en lärdom som Wine själv har fått ta del av då hennes kärlekslösa barndom gjorde ett stort intryck på henne och hennes skrivande. 
Diktsamlingen publicerades av Bonnier förlag i Stockholm. 

## Bakgrund
Wines dikter kan anses väldigt personliga då hon skriver om sina egna upplevelser i en modernistisk form. Kärlek, erotik och sensuell hängivenhet samt sorg och bitterhet kan hittas genom hela hennes arbete. I verket Minnena vakar beskriver hon livet med hennes man Artur men i dikter som har utkommit runt hans död år 1991, beskrivs mycket sorg där makens sjukdom och död går som röda trådar genom poesin. Hon uttrycker frågeställningar om att få dö tillsammans med hennes make. Wine dog dock först 2003

## Språk, stil och form

### Form och ordval
Dikten är uppdelat i tre olika strofer. Den första och sista strofen inleds med diktens titel: Lovad vare vreden som också förekommer inne i strofen. Mellanstrofen inleds istället med meningen "Förbannad vara vreden" som enbart förekommer en gånger. Dikten är strukturerad genom att varje stycke har två inledande meningar som börjar med stor bokstav men det märks att författaren inte har utgått ifrån att stroferna skulle rimma. Diktens rytm kan urskiljas genom att meningen Lovad vare vreden inleder en takt som börjar om när meningen återkommer. Diktens pauser förekommer mellan stroferna som inte innehåller några skiljetecken förutom ett tankstreck. Det enda som syftar på ett stopp är den stora bokstaven som kommer i början och i mitten av strofen. Det finns dock inte punkt efter den föregående meningen.
Det finns en tydlig början som beskriver vredens makt över människan. Diktens andra strof beskriver hur vi bör undvika vreden för att inte bli uppslukade men inleder även slutet och poängen med dikten. Att man måste släppa taget om det som håller vreden igång så att man kan släcka dess eld. Avslutet förklarar hur man sedan kan ta ett steg längre och välja att leva i kärlek, vredens motståndare. Budskapet är tydligt.
Diktens attityd kan ses som ganska arg, negativ och nästan sorgsen i början men mot slutet ger den en mer uppmuntrande och positiv känsla av kärlek och hopp. Som läsare får man en bild av en person som har tagit sig genom och lyckats med det som skrivs. Dikten är inte svårläst men språket kan förefalla gammalmodigt, till exempel när författaren skriver "lovad vare" som kan låta bibliskt från meningar som "Lovad vare Herren". Wine har valt att använda sig av ord som "vrede" och "ej" som kan ge intryck att dikten är från äldre tid. Stilnivån är annars normal. Upprepning av ordet "vrede" och "eld" förekommer genom hela dikten och förstärker huvudtemat.

### Bildspråk
Dikten består till stor del av liknelser. Exempelvis: ”Den bleka tysta vreden som skälver likt en för hårt spänd båge”, ”Och din egen innestängda vrede som vrider sig som en korkskruv i ditt hjärta eller snurrar som ett innestängt bi i din hand”, ”Kommer ondskan att fly såsom skuggan flyr ljuset” och ”Fly denna falska vrede som du flyr en giftig orm”.
Metaforer kan hittas i stycket som följer: 
| ”                               | ”Men fly ej vreden som av vrede berusad snubblar över sina egna ord låna den tålamodets runda öra” | „ |
| – Maria Wine, Lovad vare vreden | |   |

Personifikationer förekommer också genom hela dikten. Exempelvis: ”Förbannad vare vreden som talar med hatets tunga”, ”Lovad vare vreden som med sitt gnistrande tal skärper och stegrar” och ”Lovad vare vreden som kämpar för mera liv åt  livet”.

### Symboler
Diktens symbol är indirekt förklarad. Den vill uppmuntra läsaren att förlåta och släppa det förflutna loss för sitt eget bästa. Man kommer aldrig att vara fri om vrede från det förflutna, fortfarande får vistas inombords. Man kan dock se direkta symboler genom ordet "eld" som ständigt anknyts till ordet "vrede" på grund av dess makt att förstöra.

## Dikten i andra medier
Dikten har tonsatts av Elise Einarsdotter och har bland annat spelats in av Maria Vocal Ensemble.
Dikten har också lästs på Sveriges Radio som Dagens dikt, över 30 år efter att den skrevs.